# Шарка (оков)
Шарка је део грађевинско-столарског окова. Има улогу да носи крила врата или прозора и омогућава њихово окретање приликом отварања и затварања. Шарке су веома важне како би се спречио губитак топлоте из просторије, што значи не само уштеду електричне енергије и новца, већ има утицаја и на заштиту животне средине. Наиме, да би прозор добро дихтовао, неопходно је да има квалитетне шарке. Прозори са добром изолацијом су доста тешки, па захтевају и већи број шарки. Шарке се праве од метала, нпр. алуминијума или челика, а користе се, осим за врата и прозоре, и за телефоне, преносне рачунаре, у макетарству итд. Шарке су се кроз векове користиле и за дизање и спуштање покретних дрвених мостова на утврђењима, а и на данашњим покретним мостовима се користе уређаји налик шаркама.
Римљани су веровали у Кардеју, која је била божанство шарки на вратима.

## Галерија различитих облика шарки
- Шарка од кованог гвожђа која се користи на кацама
- Шарка од бронзе која се користи на кацама
- Шарка са 3 обртаја
- Старинска шарка од дрвета у Бињаску, у италијанском делу Швајцарске
- Шарка која се често користи у намештају; оваква шарка омогућава да врата остану потпуно затворена или потпуно отворена, а и мање је видљива споља него неке друге врсте шарки.